# Oosttaverne Wood Cemetery
Oosttaverne Wood Cemetery is een Britse militaire begraafplaats met gesneuvelden uit de Eerste- en Tweede Wereldoorlog, gelegen in het Belgische dorp Wijtschate, een deelgemeente van Heuvelland. De begraafplaats werd ontworpen door Edwin Lutyens en wordt onderhouden door de Commonwealth War Graves Commission. Ze ligt anderhalve kilometer ten noordoosten van het dorpscentrum van Wijtschate, iets ten noorden van het gehucht Oosttaverne. Het terrein heeft een onregelmatige vorm met een oppervlakte van 4.340 m² en is aangelegd in verschillende niveaus. Vooraan staat een toegangsgebouw met drie rondboogvormige doorgangen waarvan er twee worden afgesloten door een stenen balustrade. Centraal staat de Stone of Remembrance en op een volgend perk staat het Cross of Sacrifice.
Er worden 1.239 doden herdacht, waarvan er 795 niet geïdentificeerd konden worden.

## Geschiedenis

### Eerste Wereldoorlog
Tijdens de Eerste Wereldoorlog gaven de Britten de naam "Oosttaverne Line" aan de Duitse verdedigingslinie die vanaf de Leie noordwaarts liep naar het kanaal Ieper-Komen en net ten oosten van het gehucht Oosttaverne liep. De linie werd op 7 juni 1917 bij de Mijnenslag veroverd. De 19th (Western) Division en de 11th Division namen het gebied en het nabijgelegen bos in en men begon toen met de aanleg van de begraafplaats. Deze bleef in gebruik tot september 1917. Na de oorlog werd de begraafplaats uitgebreid met graven die werden overgebracht uit de omliggende slagvelden, waaronder gesneuvelden van Hill 60, en uit een aantal ontruimde Duitse begraafplaatsen zoals In De Ster German Cemetery en Zwaanhoek German Cemetery in Beselare, Three Houses German Cemetery (ook wel Hollebeke Cemetery No.60) in Hollebeke, Houthem-les-Ypres German Cemetery in Houthem, Koekuit German Cemetery in Langemark, Ten Brielen-Amerika German Cemetery in Ten Brielen en Hoogemotte Farm German Cemetery in Wervik.
Uit de Eerste Wereldoorlog liggen er nu 1.121 slachtoffers. Daarvan zijn er 923 Britten (waarvan er 627 niet geïdentificeerd konden worden), 43 Australiërs (waarvan 27 niet geïdentificeerde), 133 Canadezen (waarvan 112 niet geïdentificeerde), 1 Indiër, 19 Nieuw-Zeelanders (waarvan 17 niet geïdentificeerde) en 2 niet geïdentificeerde Duitsers. Eén Brit wordt met een Special Memorial herdacht omdat hij oorspronkelijk begraven lag in Three Houses German Cemetery (Hollebeke), maar waar zijn graf niet meer teruggevonden werd.

### Tweede Wereldoorlog
In de Tweede Wereldoorlog werden er nog eens 117 Britten begraven (waarvan 9 niet geïdentificeerde). Zij sneuvelden tijdens de geallieerde terugtrekking naar Duinkerke in mei 1940. Er ligt ook één geïdentificeerde Fransman, die op 28 mei 1940 sneuvelde. Aanvankelijk bevond zich in de nabijheid ook een Duitse begraafplaats met ongeveer 1.100 gesneuvelden, maar deze werd in de jaren 50 van de twintigste eeuw ontruimd en de graven verplaatst.
In 2009 werd de begraafplaats als monument beschermd.

## Graven

### Onderscheiden militairen
- Douglas Reid King, kapitein bij het Royal Army Medical Corps en Clifford Hugh Reed kapelaan bij het Army Chaplains' Department werden onderscheiden met het Military Cross (MC).
- onderluitenant Edward Vick, sergeant J. Buchanan en soldaat P. Donovan werden onderscheiden met de Distinguished Conduct Medal (DCM).
- sergeant Thomas Groucott, korporaal Thomas Aitken Nicholson en soldaat Thomas James Finlay ontvingen de Military Medal (MM).

### Minderjarige militairen
- Alfred W. Mills, soldaat bij het Gloucestershire Regiment en Ernest J. Linge, soldaat bij de Duke of Cornwall's Light Infantry waren slechts 17 jaar toen ze sneuvelden.